# 神々の国の首都
『神々の国の首都』（かみがみのくにのしゅと、THE CHIEF CITY OF THE PROVINCE OF THE GODS ）は小泉八雲著『知られぬ日本の面影』の一章。明治23年（1890年）8月30日から翌年の11月15日まで滞在した松江の印象記。松江大橋の源助柱伝説や、松江に伝わる怪談も収録している。
紹介された怪談
- 橋姫の話
- 赤子塚の話

## 日本語訳
- 『日本瞥見記　上・下』 平井呈一訳、恒文社、1964年（度々新版）
- 『神々の国の首都』平川祐弘編訳、講談社学術文庫、1990年
- 『新編 日本の面影』 池田雅之訳、角川ソフィア文庫、2000年